# 大石岳 (秋田県)
大石岳（おおいしだけ）とは、秋田県秋田市と仙北市にまたがる山である。

## 概要

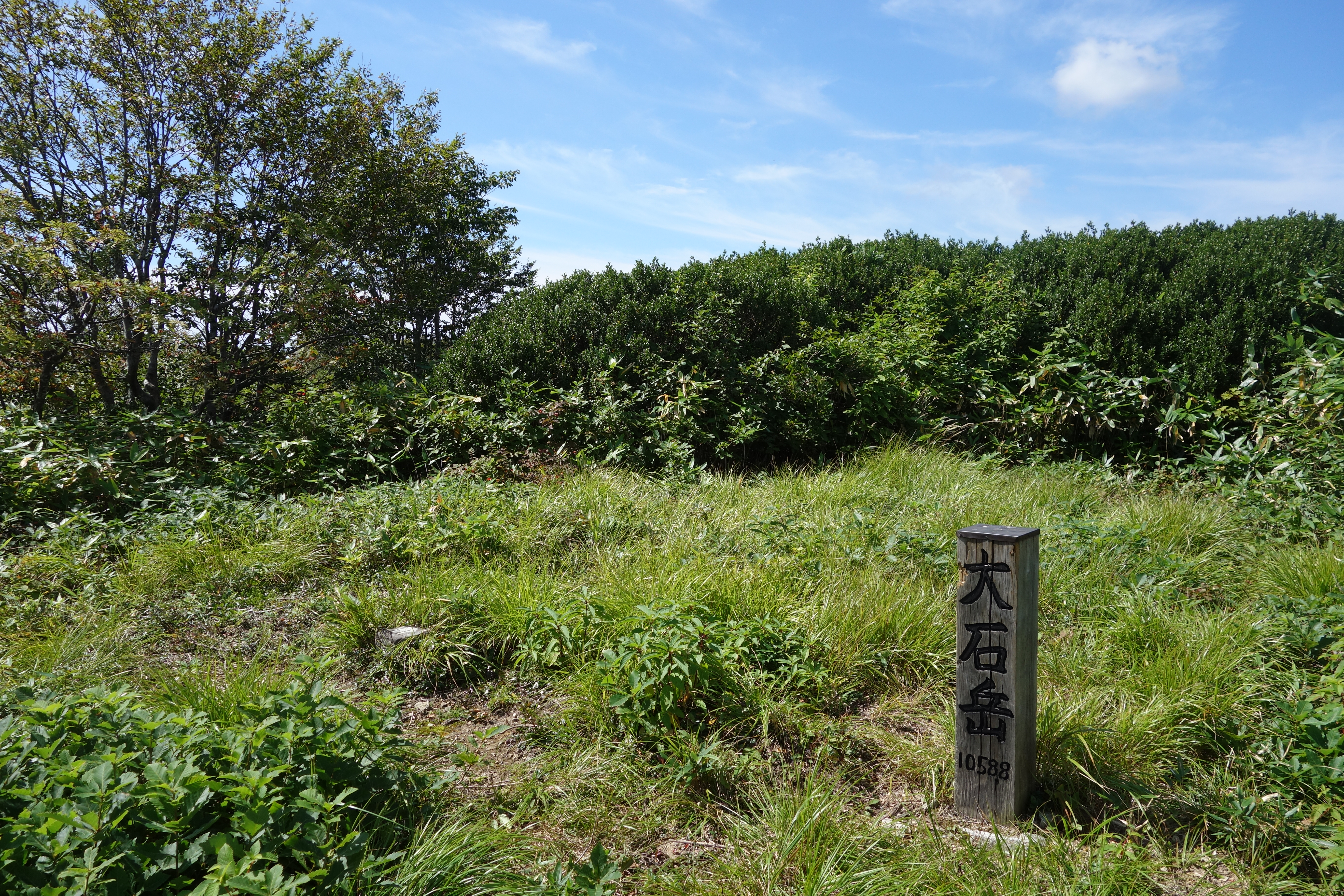
大石岳山頂
山頂には二等三角点がある

太平山地の東方南端部に位置する大石岳は西根岳ともよばれ、東部の仙北市と西側の秋田市方面から特徴あるテーブル型の平坦な山容を見ることができる。山名の由来は坂上田村麻呂に滅ぼされた山麓の賊軍・大石丸の伝説による。かつては林業や狩猟の場として生活色の濃い山で、登山対象の山としては残雪期以外は縁遠い存在であった。一般的に登られるようになったのは平成14年ごろからで、かつての測量や植林によって開かれた歩道が再整備され、一般登山が可能となった。また山頂周囲のブナやミヤマナラ林などは、特定植物群落として指定され保護されている。
大石岳の峰々には残雪が点々と残る。これを大石の七つ星と称し、農民は星が一つ一つ消える毎に農業生産の目安としていた。坂上田村麻呂が西明寺のアカモ城に拠って、大石岳の大石丸なる賊を討伐の際に、初夏であったが丈余の降雪があった。中山小太郎なる者がカンジキを献上しそれを使って勝利を得たという。

## 登山
秋田内陸縦貫鉄道の羽後長戸呂駅がある長土呂集落を経て、下田集落からのびる西ノ又林道の終点が登山口である。登山口から川をわたり林道跡を少し進むと、標柱が立つ登山コースの入り口がある。杉林の斜面を巻き、小沢を渡って電光型に斜面を登ると尾根上に出る。雑木林の急な尾根を登っていくと、視界が広がり秋田駒ヶ岳などが望める眺望地にでる。続いて杉林を越すとブナ林の急登が続いて下ブドウ台に至る。さらに杉の造成地を登ると主稜線上の上ブドウ台に出る。上ブドウ台から凹地を進むと、左にブナとササの美しい二層林の続く主稜線上の登りとなる細いブナの密生する平坦な道を行き、大きく左に回り込むと2等三角点の大石岳山頂である。山頂付近は背丈ほどのナナカマドやツゲ、ササなどが茂り、太平山や白子森、八幡平、秋田駒ヶ岳などの山頂部のみが眺望できる程度である。山頂から北西への道は廃道、北隣のピーク西側の杉木立は、藩政末期に河辺側から超えてきた山伏の喜ヱ門屋敷跡と言い伝えられているが道はない。また、山頂の南西鞍部に「三本ブナ」があるが、これも道はない。

## 喜左門屋敷跡
大石岳山頂域には航空写真で明確な「喜左衛門屋敷跡とスギ防風林」があり、ミヤマナラ群団域を焼き払った後に、放牧した可能性が高い。